# Hydrotaea ontakensis
Hydrotaea ontakensis är en tvåvingeart som beskrevs av Shinonaga och Tadao Kano 1983. Hydrotaea ontakensis ingår i släktet Hydrotaea och familjen husflugor. Inga underarter finns listade i Catalogue of Life.